# 921지진교육원구

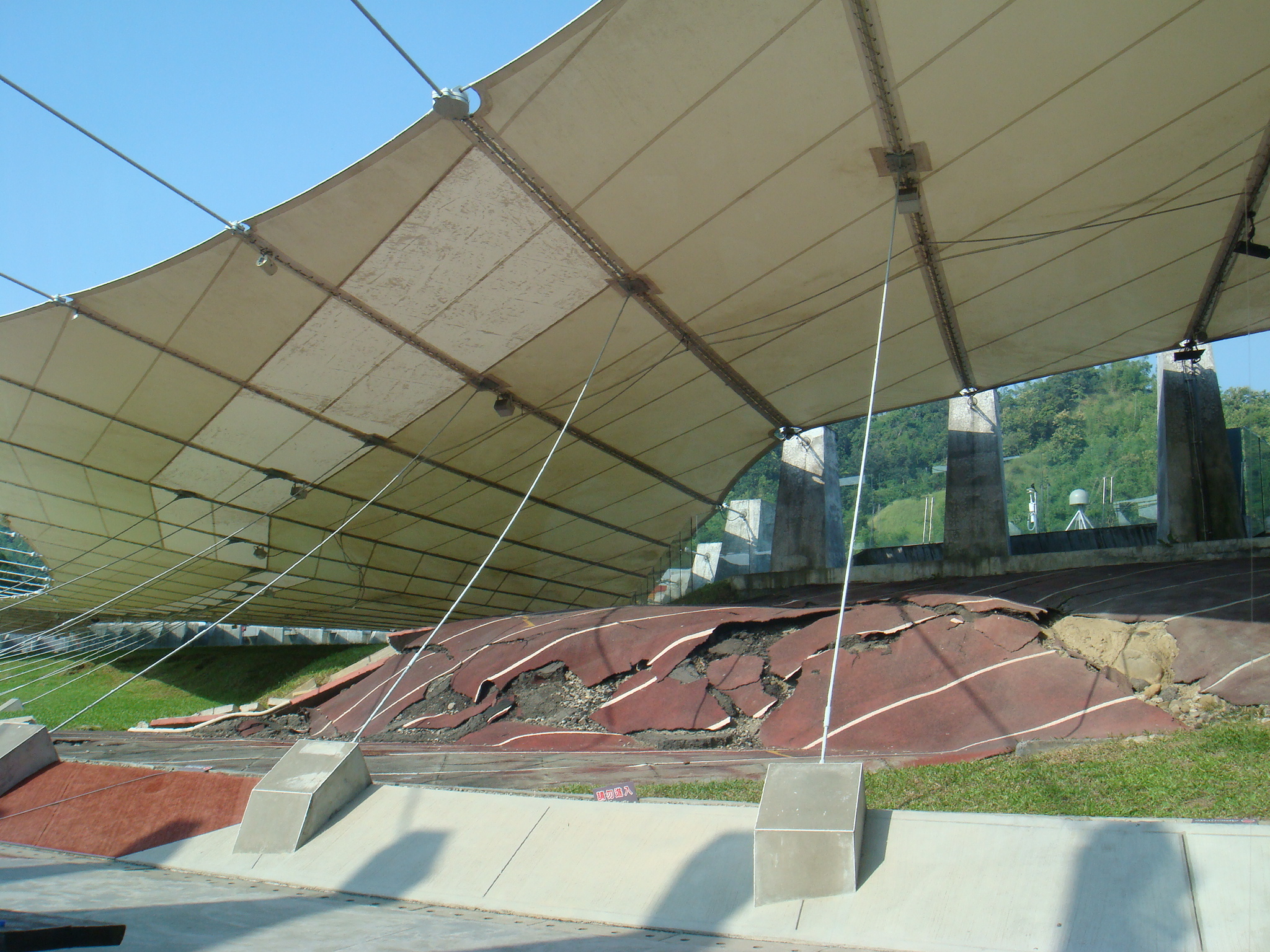

921지진교육원구(九二一地震敎育園區)는 지진에 관한 자료 전시와 방재 의식 계몽 등의 목적으로 건설된 박물관이다. 중화민국 타이중시 광복국민중학교를 철거한 부지에 위치해 있다. 이 곳 지하에 횡단하고 있는 단층의 영향으로 921 대지진때 지반이 융기 해, 광복국민중학교의 교사 및 교정은 큰 피해를 받았다.
전문가와 협의를 한 결과 피해가 심각한 광복국민중학교를 철거하고 남은 부지에 지진 박물관을 건설해, 지진 피해 흔적을 보존하고, 관계 자료, 영상, 도서를 수집해 지진에 대한 이해가 깊어지게 하는 학습장으로 활용하는 방안이 결정되었다. 박물관 전시 내용은 지진 과학에 관한 내용과 더불어 지진 체험, 방재 교육 시설을 설치해 전문가의 연구 이외에도 주민 들을 대상으로 한 사회 교육 기관으로도 이용되고 있다.

## 같이 보기
- 921 대지진